# Campeonato de Fútbol del Guayas 1957
El Campeonato de Fútbol del Guayas de 1957, más conocido como la Copa de Guayaquil 1957, fue la séptima edición de los campeonatos semiprofesionales del Guayas, dicho torneo fue organizado por la Asoguayas, además este torneo sirvió como clasificatorio para el Campeonato Ecuatoriano de Fútbol 1957, el cual sería el primer campeonato ecuatoriano en jugarse, esto se decidió después de que las asociaciones de AFNA como la ASOGUAYAS decidieron que ya era hora de conocer al mejor del Ecuador es por ello que se dio la decisión que los torneos de la Copa de Guayaquil como la Copa Interandina fueran los clasificatorios para el primer campeonato nacional, además esta sería la primera vez que el Emelec que obtendría un bicampeonato a nivel profesional y ser el segundo después del U.D. Valdez tras las ediciones de 1953 e 1954 . 
El Emelec se coronó como campeón por segunda vez del torneo mientras que el Barcelona obtendría su cuarto subcampeonato. 

## Formato del torneo
La última edición del campeonato de Guayaquil se jugara de la siguiente manera. 
Primera etapa
Se jugara un total de 14 fechas en encuentros de ida y vuelta de los cuales los 4 equipos mejor ubicados jugaran el cuadrangular final en el cual se definirá el título, además el equipo con peor campaña será el que descienda la Serie B del torneo para la siguiente temporada
Cuadrangular final
Para el cuadrangular final se lo jugaría a una sola vuelta de la cual se definiría al campeón e subcampeón por medio de la tabla acumulada entre ambas tablas además dichos equipos estarían clasificados al Campeonato Ecuatoriano de Fútbol 1957.

## Equipos
| Equipo       | Ciudad            | Estadio                      | Capacidad    |
| ------------ | ----------------- | ---------------------------- | ------------ |
| Barcelona    | Guayaquil         | George Capwell Ramón Unamuno | 11.000 5.000 |
| Emelec       | Guayaquil         | George Capwell Ramón Unamuno | 11.000 5.000 |
| 9 de Octubre | Guayaquil         | George Capwell Ramón Unamuno | 11.000 5.000 |
| Español      | Guayaquil         | George Capwell Ramón Unamuno | 11.000 5.000 |
| Patria       | Guayaquil         | George Capwell Ramón Unamuno | 11.000 5.000 |
| U.D. Valdez  | Milagro Guayaquil | George Capwell Ramón Unamuno | 11.000 5.000 |
| Everest      | Guayaquil         | George Capwell Ramón Unamuno | 11.000 5.000 |

## Primera etapa

### Partidos y resultados
| Fecha 1      | Fecha 1   | Fecha 1          |
| Equipo local | Resultado | Equipo visitante |
| ------------ | --------- | ---------------- |
| Barcelona    | 4-3       | Español          |
| 9 de Octubre | 2-1       | Everest          |
| Patria       | 1-1       | UD.Valdez        |

| Fecha 2      | Fecha 2   | Fecha 2          |
| Equipo local | Resultado | Equipo visitante |
| ------------ | --------- | ---------------- |
| 9 de Octubre | 2-2       | Barcelona        |
| UD.Valdez    | 2-2       | Everest          |
| Español      | 0-3       | Emelec           |

| Fecha 3      | Fecha 3   | Fecha 3          |
| Equipo Local | Resultado | Equipo Visitante |
| ------------ | --------- | ---------------- |
| Emelec       | 2-0       | 9 de Octubre     |
| UD.Valdez    | 1-3       | Barcelona        |
| Español      | 1-4       | Patria           |

| Fecha 4      | Fecha 4   | Fecha 4          |
| Equipo Local | Resultado | Equipo Visitante |
| ------------ | --------- | ---------------- |
| Emelec       | 3-0       | Everest          |
| UD.Valdez    | 1-0       | 9 de Octubre     |
| Patria       | 1-2       | Barcelona        |

| Fecha 5      | Fecha 5   | Fecha 5          |
| Equipo Local | Resultado | Equipo Visitante |
| ------------ | --------- | ---------------- |
| Emelec       | 1-1       | UD.Valdez        |
| 9 de Octubre | 3-2       | Español          |
| Patria       | 2-2       | Everest          |

| Fecha 6      | Fecha 6   | Fecha 6          |
| Equipo Local | Resultado | Equipo Visitante |
| ------------ | --------- | ---------------- |
| Everest      | 1-3       | Barcelona        |
| Patria       | 2-3       | Emelec           |
| Español      | 1-2       | UD.Valdez        |

| Fecha 7      | Fecha 7   | Fecha 7          |
| Equipo Local | Resultado | Equipo Visitante |
| ------------ | --------- | ---------------- |
| Barcelona    | 2-2       | Emelec           |
| Español      | 0-2       | Everest          |
| Patria       | 3-1       | 9 de Octubre     |

| Fecha 8      | Fecha 8   | Fecha 8          |
| Equipo Local | Resultado | Equipo Visitante |
| ------------ | --------- | ---------------- |
| Patria       | 1-1       | UD.Valdez        |
| Español      | 1-2       | Barcelona        |
| Everest      | 2-0       | 9 de Octubre     |

| Fecha 9      | Fecha 9   | Fecha 9          |
| Equipo Local | Resultado | Equipo Visitante |
| ------------ | --------- | ---------------- |
| Barcelona    | 2-1       | 9 de Octubre     |
| Emelec       | 4-0       | Español          |
| Everest      | 2-3       | UD.Valdez        |

| Fecha 10     | Fecha 10  | Fecha 10         |
| Equipo Local | Resultado | Equipo Visitante |
| ------------ | --------- | ---------------- |
| Barcelona    | 3-0       | UD.Valdez        |
| 9 de Octubre | 1-4       | Emelec           |
| Patria       | 2-1       | Español          |

| Fecha 11     | Fecha 11  | Fecha 11         |
| Equipo Local | Resultado | Equipo Visitante |
| ------------ | --------- | ---------------- |
| Barcelona    | 3-1       | Patria           |
| 9 de Octubre | 2-3       | UD.Valdez        |
| Everest      | 3-4       | Emelec           |

| Fecha 12     | Fecha 12  | Fecha 12         |
| Equipo Local | Resultado | Equipo Visitante |
| ------------ | --------- | ---------------- |
| Español      | 3-0       | 9 de Octubre     |
| UD.Valdez    | 0-2       | Emelec           |
| Everest      | 3-2       | Patria           |

| Fecha 13     | Fecha 13  | Fecha 13         |
| Equipo Local | Resultado | Equipo Visitante |
| ------------ | --------- | ---------------- |
| Barcelona    | 2-0       | Everest          |
| Emelec       | 2-1       | Patria           |
| UD.Valdez    | 3-0       | Español          |

| Fecha 14     | Fecha 14  | Fecha 14         |
| Equipo Local | Resultado | Equipo Visitante |
| ------------ | --------- | ---------------- |
| Emelec       | 2-1       | Barcelona        |
| Everest      | 2-1       | Español          |
| 9 de Octubre | 1-1       | Patria           |

#### Tabla de posiciones
|  |  |    | Equipo       | PJ | PG | PE | PP | GF | GC | DG  | PTS |
|  |  | -- | ------------ | -- | -- | -- | -- | -- | -- | --- | --- |
|  |  | 1. | Emelec       | 12 | 10 | 2  | 0  | 33 | 11 | +22 | 22  |
|  |  | 2. | Barcelona    | 12 | 9  | 2  | 1  | 29 | 16 | +13 | 21  |
|  |  | 3. | U.D. Valdez  | 12 | 6  | 3  | 3  | 21 | 15 | +6  | 15  |
|  |  | 4. | Everest      | 12 | 4  | 3  | 5  | 23 | 23 | 0   | 11  |
|  |  | 5. | Patria       | 12 | 3  | 2  | 7  | 18 | 25 | -7  | 8   |
|  |  | 6. | 9 de Octubre | 12 | 2  | 2  | 8  | 13 | 25 | -12 | 6   |
|  |  | 7. | Español      | 12 | 1  | 0  | 11 | 11 | 31 | -20 | 2   |

 Pts=Puntos; PJ=Partidos jugados; G=Partidos ganados; E=Partidos empatados; P=Partidos perdidos; GF=Goles a favor; GC=Goles en contra; Dif=Diferencia de gol
|  | Clasificaron al cuadrangular final. |
|  | descendió a Serie B                 |

## Cuadrangular final
En el cuadrangular final se jugara a una sola vuelta los cuatro equipos clasificados que definirán al campeón e Subcampeón además que jugaran el Campeonato Ecuatoriano de Fútbol 1957

### Partidos y resultados
| Fecha 1      | Fecha 1   | Fecha 1          |
| Equipo Local | Resultado | Equipo Visitante |
| ------------ | --------- | ---------------- |
| Barcelona    | 2-1       | UD.Valdez        |
| Emelec       | 5-2       | Everest          |

| Fecha 2      | Fecha 2   | Fecha 2          |
| Equipo Local | Resultado | Equipo Visitante |
| ------------ | --------- | ---------------- |
| Everest      | 3-2       | Barcelona        |
| Emelec       | 0-0       | UD.Valdez        |

| Fecha 3      | Fecha 3   | Fecha 3          |
| Equipo Local | Resultado | Equipo Visitante |
| ------------ | --------- | ---------------- |
| Barcelona    | 3-1       | Emelec           |
| Everest      | 2-2       | UD.Valdez        |

#### Tabla de posiciones
|  |  |    | Equipo      | PJ | PG | PE | PP | GF | GC | DG  | PTS |
|  |  | -- | ----------- | -- | -- | -- | -- | -- | -- | --- | --- |
|  |  | 1. | Emelec      | 15 | 11 | 3  | 1  | 39 | 16 | +23 | 25  |
|  |  | 2. | Barcelona   | 15 | 11 | 2  | 2  | 36 | 21 | +15 | 24  |
|  |  | 3. | U.D. Valdez | 15 | 6  | 5  | 4  | 24 | 19 | +5  | 17  |
|  |  | 4. | Everest     | 15 | 5  | 4  | 6  | 30 | 32 | -2  | 14  |

 Pts=Puntos; PJ=Partidos jugados; G=Partidos ganados; E=Partidos empatados; P=Partidos perdidos; GF=Goles a favor; GC=Goles en contra; Dif=Diferencia de gol
|  | Campeón, clasificado para el Campeonato Ecuatoriano de Fútbol 1957.    |
|  | Subcampeón, clasificado para el Campeonato Ecuatoriano de Fútbol 1957. |

## Campeón
|                            |
| Campeón Emelec 2.do Título |